# Clima subhumit
El clima subhumit és aquell tipus de clima classificat com massa sec per a ser humit i massa humit per a ser àrid 
Els climes subhumits presenten un dèficit de precipitació sobre l'evapotranspiració potencial moderat, ja que les pluges cobreixen més del 80% de les necessitats anuals (dada que depèn de les classificacions).
Quan en un clima disminueixen les precipitacions per sota del llindar del clima subhumit es classifica en primer ordre com a subàrid i si l'aridesa augmenta com àrid.

## Exemples de climes subhumits mediterranis
- Puigcerdà: El període subhumit correspon als mesos d'estiu el total de pluja anual (900 litres) és superior però a l'evapotranspiració.
- La Seu d'Urgell: A més baixa altitud que l'anterior i encara més sec tot l'any (650 litres)i durant els mesos d'estiu, malgrat que la precipitació és considerable, no arriba a cobrir la meitat de les necessitats d'aigua.
- Solsona: Més càlid, continental i no tan humit
- Torelló: No tan continental, més temperat que el de Vic, i amb més pluviometria estival que l'anterior
- Penyagolosa: (1250-1500 m) Fred continental i relativament sec amb pluviometria anual d'uns 700 litres
- Morella: (980 m) Mínim pluviomètric estival poc acusat, amb pluges importants al juny.
- Castellfort: Als ports de Beseit (1180 m). Força sec a l'estiu.